# Ryoya Morishita
Ryoya Morishita (森下 龍矢 Morishita Ryoya?), född 11 april 1997 i Shizuoka prefektur, är en japansk fotbollsspelare som spelar för Nagoya Grampus.

## Karriär
Morishita började sin karriär 2020 i Sagan Tosu. Han spelade 33 ligamatcher för klubben. 
I december 2020 värvades Morishita av Nagoya Grampus.